# Naturschutzgebiet Moorbirkenbruch am Gemeinheitskopf (Meschede)
Das Naturschutzgebiet Moorbirkenbruch am Gemeinheitskopf mit einer Flächengröße von 6,09 ha liegt im Arnsberger Wald nördlich von Meschede. Das Gebiet wurde 1994 durch den Kreistag des Hochsauerlandkreises mit dem Landschaftsplan Meschede als Naturschutzgebiet (NSG) mit einer Flächengröße von 6,4 ha ausgewiesen. Bei der Neuaufstellung des Landschaftsplanes Meschede wurde das NSG dann erneut ausgewiesen und verkleinert.  Auf Gemeindegebiet von Bestwig gibt es ein gleichnamiges Naturschutzgebiet, das praktisch in der Mitte durch die kommunale Grenze geteilt wird. Das NSG ist Teil des Lörmecke-Biotopverbunds, der sich am Nordrand der Gemeinden Bestwig und Meschede über die Grenze in den Kreis Soest erstreckt, zudem neben den beiden NSG am Gemeinheitskopf auch das Naturschutzgebiet Warsteiner Kopf, das Naturschutzgebiet Lörmecketalsystem und das Naturschutzgebiet Lörmecketal (Kreis Soest) gehören.

## Gebietsbeschreibung
Beim NSG handelt es sich um einen sehr gut ausgeprägten Moorbirkenbruch mit kleineren Erlenanteilen und einzelnen Fichten in einer reliefarmen, sanft geneigten Geländemulde westlich des Berges Gemeinheitskopf mit 549 m. Der Moorbirkenwald mit Torfmoos auf einer Höhenlagen von über 500 m steht unter dem gesetzlichen Biotopschutz nach § 30 BNatSchG. Der Wald ist durchsetzt von mehrtriebigen Roterlen und einzelnen tief beasteten Fichten. Im Westzipfel des NSG wird der Moorbirkenwald von einem lichten, farnreichen Erlenbruchwald abgelöst. Wie im westlich nahe liegenden Naturschutzgebiet Warsteiner Kopf handelt es sich auch hier um einen nährstoffarmen, bisher nicht durch Neophyten besiedelten Feuchtwald. Im Norden geht der Bruchwald in einen Bachlauf über, an dem der Moorwald zu Relikten eines zunehmend von Fichten bedrängten bachbegleitenden Erlenwaldes wechselt. Der Bach verbindet das Moor- und Bruchgebiet mit dem nördlich gelegenen Grenzbach Lörmecke. Das Bachbett weist eine gute Struktur mit kleineren Felsstufen auf. Stellenweise erfolgt im NSG ein Wechsel von relativ nassen und relativ trockenen Standorten. 
Der Birken- und Erlenbruchwald wird zerschnitten bzw. beeinträchtigt durch Forstwege. Im Schutzgebiet sind gefährdete Pflanzenarten nachgewiesen.
Zum Wert des NSG führt der Landschaftsplan auf: „Zusammen mit der Nachbarfläche im LP Bestwig ist das Gebiet herausragender und zugleich integrativer Bestandteil des Lörmecke-Talsystems, dessen hohes ökologisches Standortpotenzial durch sukzessives Zurückdrängen der Fichte noch deutlich besser zur Entfaltung kommen könnte.“

## Schutzzweck
Zum Schutzzweck des NSG führt der Landschaftsplan neben den normalen Schutzzwecken für alle NSG im Landschaftsplangebiet auf: „Erhaltung und Optimierung eines Moor- und Bruchstandortes in Verbindung mit benachbarten Schutzfestsetzungen mit ausgedehnten Feuchtwald-Lebensgemeinschaften; damit auch Schutz der hier vorkommenden, tlw. gefährdeten Pflanzenarten sowie der Vogel-und Insektenfauna, die darauf bzw. auf die dominierenden Weichholzarten angewiesen ist; Sicherung der überregionalen Bedeutung des Lörmecke-Talsystems durch seine Verbindung mit den ökologisch hochwertigen Quellgebieten des hier erfassten Seitentales; Stärkung der Gliederungsfunktion dieser ökologischen Sonderstandorte im Bild der umgebenden, fichtendominierten Waldlandschaft.“